# Jordan Farmar
Jordan Robert Farmar (Los Ángeles, California; 30 de noviembre de 1986) es un exjugador de baloncesto estadounidense que disputó diez temporadas en la NBA, ganando dos campeonatos. Mide 1,88 metros de altura y jugaba en la posición de base. 

## Trayectoria deportiva

### High School
Durante su temporada como jugador de instituto, fue considerado uno de los mejores jugadores de su ciudad, Los Ángeles, llegando a anotar 54 puntos en un partido. Terminó promediando 27,5 puntos y 6,5 asistencias, lo que le valió ser reconocido por el periódico Los Angeles Times como el jugador del año.

### Universidad
Asistió solamente durante un año a la prestigiosa UCLA, donde estaba considerado uno de los mejores bases anotadores de la NCAA. Llevó a su equipo, los Bruins, a la final del campeonato, donde perdieron con Florida Gators por 57-73. Al finalizar el campeonato, anunció su decisión de entrar en el Draft de la NBA. Promedió, durante esa temporada, 13,5 puntos y 5,1 asistencias.

### Profesional
Fue elegido en el draft de 2006 por el equipo de su ciudad, los Lakers en el puesto 26 de la primera ronda. Impresionó a los ojeadores de todos los equipos por su impresionante salto en vertical de 1,06 metros. Llevando la camiseta con el número 5 a la espalda, asumió su status de rookie, jugando una media de 15,1 minutos por partido, y promediando 4,4 puntos y 1,9 asistencias.
Durante esa temporada, fue enviado al equipo de la NBA Development League de Los Angeles D-Fenders, filial de los Lakers, donde tan solo disputó un partido, regresando de nuevo a la plantilla de los Lakers.
La temporada 2007-08, su progresión le hizo ser uno de los primeros recambios utilizados por Phil Jackson, doblando sus estadísticas en prácticamente todos los apartados.
En julio de 2012, fue traspasado a Atlanta Hawks junto con Anthony Morrow, Jordan Williams, Johan Petro, DeShawn Stevenson y una elección de primera ronda del draft de 2013 a cambio de Joe Johnson. El 12 de julio de 2012 fichó por el Anadolu Efes S.K. de la liga turca.
En julio de 2014, Farmar firmó un contrato de dos años y $4,2 millones con Los Angeles Clippers para jugar la Temporada 2014-15 de la NBA. Siendo cortado el 16 de enero de 2015 tras 36 encuentros.
El 7 de febrero de 2015, Farmar firma con el Darüşşafaka S.K. de la liga turca por lo que resta de temporada 2014-15.
El 6 de julio de 2015, regresa al Maccabi Tel Aviv, firmando por una temporada. Pero el 10 de enero de 2016, rescinde su contrato.
El 21 de marzo de 2016, Farmar firma un contrato de 10 días con Memphis Grizzlies y, tras un par de buenas actuaciones, el 31 de marzo, firma hasta final de temporada.
El 14 de septiembre de 2016, Farmar firma con los Sacramento Kings. Siendo cortado el 24 de octubre, volviendo a firmar el 2 de noviembre y de nuevo cortado el 7 de noviembre tras dos encuentros con los Kings.

## Estadísticas de su carrera en la NBA
|  | Denota temporada en la que ganó el Campeonato de la NBA |

### Temporada regular
| Año     | Equipo        | PJ  | PT | MPP  | %TC  | %3P  | %TL   | RPP | APP | ROB | TPP | PPP  |
| ------- | ------------- | --- | -- | ---- | ---- | ---- | ----- | --- | --- | --- | --- | ---- |
| 2006-07 | L.A. Lakers   | 72  | 2  | 15.1 | .422 | .328 | .711  | 1.7 | 1.9 | .6  | .1  | 4.4  |
| 2007-08 | L.A. Lakers   | 82  | 0  | 20.6 | .461 | .371 | .679  | 2.2 | 2.7 | .9  | .1  | 9.1  |
| 2008-09 | L.A. Lakers   | 65  | 0  | 18.3 | .391 | .336 | .584  | 1.8 | 2.4 | .9  | .2  | 6.4  |
| 2009-10 | L.A. Lakers   | 82  | 0  | 18.0 | .435 | .376 | .671  | 1.6 | 1.5 | .6  | .1  | 7.2  |
| 2010-11 | New Jersey    | 73  | 18 | 24.6 | .392 | .359 | .820  | 2.4 | 5.0 | .8  | .1  | 9.6  |
| 2011-12 | New Jersey    | 39  | 5  | 21.3 | .467 | .440 | .905  | 1.6 | 3.3 | .6  | .1  | 10.4 |
| 2013-14 | L.A. Lakers   | 41  | 5  | 22.2 | .415 | .438 | .746  | 2.5 | 4.9 | .9  | .2  | 10.1 |
| 2014-15 | L.A. Clippers | 36  | 0  | 14.7 | .386 | .361 | .909  | 1.2 | 1.9 | .6  | .1  | 4.6  |
| 2015-16 | Memphis       | 12  | 10 | 24.3 | .420 | .356 | 1.000 | 2.1 | 3.1 | 1.3 | .2  | 9.2  |
| Total   | Total         | 502 | 40 | 19.5 | .423 | .374 | .739  | 1.9 | 2.9 | .8  | .1  | 7.7  |

### Playoffs
| Año   | Equipo      | PJ | PT | MPP  | %TC  | %3P  | %TL   | RPP | APP | ROB | TPP | PPP |
| ----- | ----------- | -- | -- | ---- | ---- | ---- | ----- | --- | --- | --- | --- | --- |
| 2007  | L.A. Lakers | 5  | 5  | 22.8 | .429 | .200 | .857  | 2.8 | 1.6 | 1.2 | .2  | 6.4 |
| 2008  | L.A. Lakers | 21 | 0  | 17.1 | .383 | .386 | .875  | 1.6 | 1.3 | .3  | .2  | 5.7 |
| 2009  | L.A. Lakers | 20 | 1  | 13.0 | .391 | .308 | .737  | 1.6 | 1.7 | .5  | .2  | 4.7 |
| 2010  | L.A. Lakers | 23 | 0  | 13.1 | .404 | .400 | .692  | 1.2 | 1.4 | .7  | .0  | 4.6 |
| 2016  | Memphis     | 4  | 4  | 28.3 | .323 | .333 | 1.000 | 1.5 | 4.0 | .8  | .3  | 6.8 |
| Total | Total       | 73 | 10 | 15.7 | .389 | .355 | .793  | 1.5 | 1.6 | .6  | .1  | 5.2 |

## Vida personal
La madre de Jordan Farmar es judía, su padre biológico, afroamericano, se divorció de su madre cuando él tenía dos años y ella se volvió a casar con un israelí de Tel Aviv, que se convirtió en su padre legal. Su madre y su padrastro son por tanto judíos practicantes, lo mismo que Jordan Farmar, que guarda lazos estrechos con Israel, país con el que colabora en ayuda humanitaria a niños israelíes y palestinos. Farmar practica la religión judía y se alimenta mediante dichas leyes religiosas. 